# 聯合國安全理事會第2504號決議
聯合國安全理事會第2504號決議于2020年1月10日通过。
中国、俄罗斯、英国和美国投了弃权票。